# Minonk
Minonk est une petite ville du comté de Williamson dans l'Illinois aux États-Unis. Elle est fondée en 1854, lors de l’achèvement de la ligne ferroviaire Illinois Central Railroad. Elle est incorporée le 19 novembre 1872.

## Démographie
Lors du recensement de 2010, la ville comptait une population de 2 078 habitants. Elle est estimée, en 2016, à 2 036 habitants.

## Source de la traduction
- (en) Cet article est partiellement ou en totalité issu de l’article de Wikipédia en anglais intitulé « Minonk, Illinois » (voir la liste des auteurs).